# SFTA3
SFTA3 (англ. Surfactant associated 3) – білок, який кодується однойменним геном, розташованим у людей на 14-й хромосомі. Довжина поліпептидного ланцюга білка становить 94 амінокислот, а молекулярна маса — 10 526.
| 10         |  | 20         |  | 30         |  | 40         |  | 50         |
| ---------- |  | ---------- |  | ---------- |  | ---------- |  | ---------- |
| MRAGFSDFQL |  | IRDQVLFLQD |  | QAQRLTEWLQ |  | LSGFENPVSE |  | STTLCLRERE |
| KRIPTCVAVC |  | VPSPGTVHTA |  | LLHPTTLSQS |  | RSSSEAKMLI |  | IHTA       |

A: Аланін

C: Цистеїн

D: Аспарагінова кислота

E: Глутамінова кислота

F: Фенілаланін

G: Гліцин

H: Гістидин

I: Ізолейцин

K: Лізин

L: Лейцин

M: Метіонін

N: Аспарагін

P: Пролін

Q: Глутамін

R: Аргінін

S: Серин

T: Треонін

V: Валін

Локалізований у цитоплазмі.
Також секретований назовні.